# ECM Prague Open 2008
ECM Prague Open 2008 — тенісний турнір, що проходив на кортах з ґрунтовим покриттям. Це був 13-й за ліком ECM Prague Open. Належав до турнірів 4-ї категорії в рамках Туру WTA 2008, а також до ATP Challenger Tretorn Serie+. Відбувся на арені I. Czech Lawn Tennis Club у Празі (Чехія) і тривав з 28 квітня до 4 травня 2008 року.

## Переможниці та фіналістки

### Одиночний розряд, чоловіки
Ян Герних —  Лукаш Длуги, 4–6, 6–2, 6–4

### Одиночний розряд, жінки
Віра Звонарьова —  Вікторія Азаренко, 7–6(2), 6–2
- Для Звонарьової це був 1-й титул за рік і 6-й - за кар'єру.

### Парний розряд, чоловіки
Лукаш Длуги /  Петр Пала —  Dušan Karol /  Ярослав Поспішил, 6–7(2), 6–4, 10–6

### Парний розряд, жінки
Андреа Главачкова /  Луціє Градецька —  Джилл Крейбас /  Міхаелла Крайчек, 1–6, 6–3, 10–6